# Cycloramphidae
Cycloramphidae Bonaparte, 1850 è una famiglia di anfibi dell'ordine degli Anuri, presenti nel sud del Brasile e nelle foreste temperate del Cile sul confine con l'Argentina.

## Tassonomia
La famiglia comprende 37 specie raggruppate in due generi:
- Cycloramphus Tschudi, 1838 (30 sp.)
- Thoropa Cope, 1865 (7 sp.)